# لورين هورسلي
لورين هورسلي (بالإنجليزية: Loren Horsley)‏ هي ممثلة نيوزيلندية، ولدت في القرن العشرين في نيوزيلندا.

## وصلات خارجية
- لورين هورسلي على موقع IMDb (الإنجليزية)
- لورين هورسلي على موقع قاعدة بيانات الفيلم (الإنجليزية)